# Кумулативно гласање
Кумулативно гласање или једноструко дељиво гласање (ЈДГ) је изборни систем и варијанта једноструког непреносивог гласања (ЈНГ), који се разликује по томе што дозвољава бирачима да своју подршку поделе на више кандидата. Ово може поједноставити стратешко гласање, дозвољавајући већим групама бирача да бирају више представника тако што ће свој глас поделити између више кандидата. Ово уклања сложеност повезану са рандомизованим или координисаним стратегијама. Осим овога, метода је еквивалентна ЈНГ-у, и генерално даје сличне резултате (нарочито ако су бирачи информисани и рационални, у ком случају ће тежити да се упусте у преливање). 
Кумулативно гласање се такође може сматрати обликом кардиналног гласања: варијанта гласања за бодовање где укупни резултати за сваког кандидата морају да буду са фиксном вредношћу (нпр. 100%). Ако уместо тога збир квадрата мора да добије фиксну вредност, метода постаје квадратно гласање.
Кумулативно гласање је полупропорционално, омогућавајући више репрезентативне владе од избори који користе већинско гласање и/или већинско непреносиво гласање. Кумулативно гласање се обично користи у корпоративном управљању, где га налаже 7 америчких савезних држава.
Метода се такође може користити у партиципативном буџетирању.

## Историја
Кумулативно гласање је коришћено за избор Представничког дома Илиноиса од 1870. до укидања 1980. године и коришћен у Енглеској и Шкотској крајем 19. века за избор неких школских одбора. Од марта 2012. више од педесет заједница у Сједињеним Државама користи кумулативно гласање. Међу њима су Пеориа, Илиноис за половину свог градског већа, Чилтон округ, Алабама за своје окружно веће и школски одбор, и Амариљо, Тексас, за свој школски одбор и одбор колеџа. Судови понекад налажу да се користи као правни лек у тужбама покренутим по Закону о гласачким правима у Сједињеним Државама; пример овога десио се 2009. године у Порт Честер, Њујорк која је имала прве кумулативне изборе за свој управни одбор 2010. године.
|  |  |  |

Кумулативно гласање је такође коришћено за избор градских одбора у Торонту, Канада почев од 1903. године. Преглед пропорционалне заступљености (септембар 1903) описао је то овако:
Кумулативно гласање како се примењује на Контролном одбору, значи да ће сваки бирач имати четири гласа, али да не мора сваки од њих дати другом кандидату. Он то може учинити ако жели; али има и моћ да сва своја четири гласа да једном кандидату. Ово чини „напуцавање“ четири пута моћнијим него што је то било по старом „блок“ систему гласања, када сте „напуцали“ за једног кандидата, бацили сте три од своја четири гласа. Сада имате предност своје пуне гласачке моћи, без обзира да ли „напуцате“ или не. А „напумпање“ је исправна ствар; у ствари пропорционална заступљеност је једноставно ефективно представљање уз додатак у најбољим системима одредбе за пренос гласова, како би се спречило трошење превише на једног кандидата […] Осим што дозвољава бирачу да сва четири гласа дају једном кандидату, кумулативни план му омогућава да једном кандидату да два своја гласа, а другом два, или може дати три гласа једном кандидату, а четврти другом кандидату. У ствари, он може расподелити или кумулирати своја четири гласа како жели […] Ако једна четвртина бирача да све своје гласове једном кандидату, могу да га изаберу, без обзира шта друге три четвртине одлуче да ураде […] тако да кумулативно гласање, ако се користи пажљиво, омогућава заступљеност мањина.
Групни фасилитатори су користили облик кумулативног гласања као метод за заједничко одређивање приоритета опција, на пример идеје генерисане из сесије размишљања у оквиру радионице. Овај приступ је описан као „вишегласавање“ и вероватно је изведен из технике номиналне групе и један је од многих алата предложених у оквиру стратегије пословног управљања Сикс Сигма.

## Гласање
Кумулативно гласање се користи на изборима на којима је попуњено више места. Омогућава бирачима да дају више гласова, онолико колико је места која треба попунити, омогућава сваком гласачу да да више од једног гласа о жељеном кандидату. Када бирачи у мањини на овај начин концентришу своје гласове само за једног кандидата, то повећава њихове шансе да добију заступљеност у законодавном телу. Ово се разликује од блоковског гласања, где гласач не може гласати више од једном ни за једног кандидата, а највећи појединачни блок, чак и ако има мање од 50 процената, може да контролише сву изабрану репрезентацију у изборној јединици.

### Дозвољене поделе
Системи кумулативног гласања разликују се како по начину на који бирачи означавају своје изборе, тако и по степену до којег је бирачима дозвољено да поделе своје гласове.

#### Једнако-парно
Можда најједноставнији гласачки листић се зове гласање за одобравање задовољства или једнако и равноправно методом. На овом гласачком листићу, бирач једноставно означава све кандидате које одобрава, као у гласању за одобравање, и њихов глас се аутоматски равномерно распоређује међу тим кандидатима који преферирају. Бирачи нису у могућности да одреде другачији ниво подршке за жељенијег кандидата, што им даје мању флексибилност, али поједностављује попуњавање гласачких листића.

#### Тачкасто гласање
Чешћи и мало сложенији кумулативни систем гласања назива се 'гласање на тачкице или вишегласавањем. Према овом методу, бирачима се даје изричит број бодова, који могу да расподељују на једног или више кандидата на гласачком листићу. Обично се то ради тако што бирач да једну оцену за сваки поен који жели да додели жељеном кандидату. У гласању са тачкама учесници гласају о својим изабраним опцијама користећи ограничен број налепница или ознака оловкама - налепнице са тачкама су најчешће. Овај приступ гласању налепницама је облик кумулативног гласања. Тачкасто гласање се сада широко користи за доношење брзих одлука о сарадњи од стране тимова који усвајају агилне и витке методологије. На пример, то је једна од метода коју подржава 18Ф агенција за дигиталне услуге Управе за опште услуге Сједињених Држава и део је методологије Дизајн Спринт.
Уопштено говорећи, број поена који се даје сваком гласачу једнак је броју победничких кандидата (места која треба попунити), што је обично преостало након преласка са блоковског гласања.

#### Фракционо гласање
Сличан метод је да бирач упише жељени број поена поред сваког кандидата. Затим се резултати на гласачком листићу деле са укупним бројем бодова које је гласач доделио, како би се осигурало да додељивање износи 100%. Потреба за нормализацијом гласова компликује ручно бројање, али поједностављује процес гласања и сваком бирачу даје максималну флексибилност.